# Zeche Steinhardtsbank
Die Zeche Steinhardtsbank ist ein ehemaliges Steinkohlenbergwerk in Bommern. Das Bergwerk war auch unter den Namen Zeche Steinhardt und Zeche Steinhardtbank bekannt. Das Bergwerk befand sich gemäß der Niemeyerschen Karte östlich vom Schloss Steinhausen und westlich des heutigen Lindenweges.

## Geschichte

### Die Anfänge
Im Jahr 1728 war das Bergwerk bereits im Betrieb, ohne dass zuvor eine Mutung eingelegt worden war. Das Grubenfeld, in dem das Bergwerk aktiv war, war auch zuvor nicht belehnt worden. Im Jahr 1735 war das Bergwerk weiterhin in Betrieb, zu diesem Zeitpunkt waren 32 Kuxe in der Hand des Fiskus. Im Jahr 1737 verweigerten die Gewerken die Zahlung der fälligen Abgaben, als Grund gaben sie geltende alte Rechte an. Im Jahr 1749 verschenkte der Stahlhammerbesitzer Herdegen seine Anteile an dem Bergwerk an den preußischen König. In den Jahren 1754 und 1755 war das Bergwerk weiterhin mit zwei Bergleuten in Betrieb. Abgebaut wurde im Flöz Geitling. Dieses Flöz hatte in dem Bereich eine Mächtigkeit von 1,7 Metern. In dieser Zeit wurde ein neuer Schacht mit dem Flöz Geitling durchschlägig. Der Schacht war tonnlägig abgeteuft worden und hatte eine Teufe von 45 Metern. Gemäß den Aufzeichnungen des Amtes Wetter war im Jahr 1755 Johann Jorgen Niederste Frielinghaus als Schichtmeister auf dem Bergwerk tätig. Als Gewerken waren der preußische König, die Erben Mercklinghaus und Hundeicker et Consorten eingetragen. Im selben Jahr beschwerte sich der Bauer Johann Jorgen Niederste Frielinghaus darüber, dass sein Feldweg ständig durch die Fuhrleute beschädigt wurde, die die Kohlen vom Bergwerk ins Bergische Land transportierten. Die Beschwerde hatte er eingelegt, obwohl er zugleich auch an dem Bergwerk beteiligt war.

### Der weitere Betrieb
Im Jahr 1763 waren der alte und der neue Schacht in Betrieb. In diesem Jahr war das Bergwerk in Ausbeute. Im Jahr 1766 wurde ein Längenfeld vermessen. Im Jahr 1768 wurde eine Störung, eine sogenannte Klancke, angefahren. Die Verwerfung befand sich im Bereich unterhalb des Hofes Niederste Friehlinghaus. Die Klancke sollte nicht durchörtert werden. Im Jahr 1757 wurde das Bergwerk durch den Bergbeamten Wünnenberg befahren. Zu diesem Zeitpunkt drohte ein Teil des abgebauten Grubenfeldes einzustürzen. Auch wurde das Bergwerk nur zeitweise betrieben, da die Gewerken den Betrieb nur dann aufnehmen ließen, wenn eine genügende Nachfrage nach Kohlen vorhanden war. Um das Jahr 1770 war auch Johann Caspar Hundeicker Gewerke des Bergwerks. Im Jahr 1774 war das Flöz mittlerweile abgebaut. Im Jahr 1787 wurde das Bergwerk in der Niemeyerschen Karte eingetragen. Im Jahr 1796 wurde die Zeche Steinhardtsbank stillgelegt. Am 30. Januar des Jahres 1823 konsolidierte das Bergwerk mit anderen Bergwerken zur Zeche Louisenglück.